# Primera Federación
La Primera Federación, cuyo nombre comercial es Primera Federación Versus e-Learning por motivos de patrocinio, y conocida originalmente como Primera División RFEF es la tercera categoría del sistema de ligas de fútbol masculino de España. Constituye el nivel posterior a la Segunda División. Su organización depende de la Real Federación Española de Fútbol, de la cual toma su denominación. Se disputa desde la temporada 2021-22, cuando se creó como categoría intermedia entre Segunda División y Segunda División B. Consta de dos grupos, con veinte equipos cada uno distribuidos por proximidad geográfica. Su estatus es semiprofesional.

## Sistema de competición
La pandemia de COVID-19 en España provocó que las categorías tuvieran un exceso de clubes en la temporada 2020-21 tras la supresión en la temporada 2019-20 de los descensos de categoría. En la nueva reestructuración del fútbol español, la Primera División RFEF se creó con 40 equipos, de los que 4 fueron los descendidos de la Segunda División 2020-21 y los otros 36 se clasificaron de la última edición de la Segunda División B. Fue conocida coloquialmente como Liga Pro en un primer momento, y su denominación oficial durante su primera edición fue Primera División RFEF.
Estos 40 equipos se dividen en dos grupos de 20 equipos distribuidos por proximidad geográfica. El sistema de competición es el mismo que en el resto de categorías de la Liga. Se disputa anualmente, empieza a primeros del mes de septiembre y concluye en el mes de junio del siguiente año.
Los veinte equipos de cada grupo se enfrentan todos contra todos en dos ocasiones, una en el campo de cada equipo. Son, por tanto, treinta y ocho jornadas. El orden de los encuentros se decide por sorteo antes de empezar la competición. El ganador de un partido obtiene tres puntos y, en caso de un empate, cada equipo suma un punto.
Al término de la temporada, un número de equipos por determinar, de entre los que acumulan más puntos en cada grupo, excepto los equipos filiales, se clasifican para disputar la siguiente edición de la Copa del Rey.

### Ascenso y descenso de categoría
Ascenderán a Segunda División cuatro equipos. Dos de ellos serán los campeones de cada grupo. Los otros dos serán los ganadores de dos eliminatorias que disputarán los equipos clasificados del segundo al quinto puesto de cada grupo. Las posiciones obtenidas durante la fase regular determinarán los emparejamientos. Las eliminatorias serán a partido único. En caso de empate, habrá prórroga; si después de ella persiste el empate, se clasificará el que mejor puesto haya obtenido en la primera fase, y si ambos terminaron en el mismo puesto, habrá tandas de penaltis. Descenderán a Segunda Federación los cinco últimos equipos de cada grupo (del 16.º al 20.º).

### Campeón
Los equipos clasificados en primer lugar en cada uno de los dos grupos se enfrentan entre sí para determinar quien resulta campeón de la Primera Federación. El ganador obtiene la clasificación directa a la segunda ronda de la Copa del Rey, así como el trofeo que le acredita como Campeón de Primera Federación.

### Equipos filiales
Los equipos filiales pueden participar en Primera Federación si sus primeros equipos compiten en una categoría superior de la Liga española de fútbol (Primera o Segunda División). Los filiales y sus respectivos primeros equipos no pueden competir en la misma división ni el filial en una superior; por ello, si un equipo desciende a Segunda División y su filial gana el ascenso a esta categoría, deberá quedarse obligatoriamente en Primera Federación. Del mismo modo, un filial que se haya clasificado para la fase de ascenso a Segunda División, salvo casos muy excepcionales, no puede disputarla si el primer equipo milita en dicha categoría. En este caso, le sustituye el siguiente clasificado de su grupo que sí pueda ascender. Esto no será así si el primer equipo compite en Segunda División, se clasifica para la fase de ascenso a Primera División, entra entre los dos primeros equipos de la Segunda División, o bien mantiene opciones matemáticas de encontrarse en alguna de las dos situaciones anteriores al momento de iniciarse las eliminatorias de ascenso.

## Derechos televisivos

### 2021-2022
Durante la primera temporada de la historia de la Primera RFEF, los derechos televisivos los adquirió Fuchs Sports y fueron explotados a través de la plataforma Footters hasta que ambas empresas rompieron el acuerdo emitiéndose las últimas jornadas por la web de Fuchs Sports y posteriormente el playoff de ascenso por Go&Go TV. La categoría tuvo el naming de Primera RFEF Footters. 

### 2022-2023
En verano del 2022 la Federación sacó a subasta los derechos nuevamente. El acuerdo se alcanzó con InStat TV y los partidos se emiten en la actualidad a través de InSport TV. De igual modo, la Federación creó un programa específico de la categoría que emite a través de sus redes sociales llamado El Fútbol de Primera.

### 2023-2024
La Federación vuelve a sacar a concurso los derechos televisivos para las tres próximas temporadas. Finalmente ATM Broadcast se quedó los derechos televisivos anunciando el 21 de agosto de 2023 que la emisión sería a través de FEF TV.

## Historial

### Ganadores de grupo
Nota: nombres y banderas de los equipos según la época. Entre paréntesis, los últimos títulos logrados. En negrita, los equipos que ascendieron de categoría.
| 2021-22  |                                  |                              |                            |                              |
| Grupo I  | Racing de Santander (1)          | R. C. Deportivo de La Coruña | Racing de Ferrol           | C. F. Rayo Majadahonda       |
| Grupo II | F. C. Andorra (1)                | Villarreal C. F. "B"         | Albacete Balompié          | Gimnàstic de Tarragona       |
| 2022-23  |                                  |                              |                            |                              |
| Grupo I  | Racing de Ferrol (1)             | A. D. Alcorcón               | Real Madrid Castilla C. F. | R. C. Deportivo de La Coruña |
| Grupo II | S. D. Amorebieta (1)             | C. D. Eldense                | C. D. Castellón            | F. C. Barcelona Atlètic      |
| 2023-24  |                                  |                              |                            |                              |
| Grupo I  | R. C. Deportivo de La Coruña (1) | Gimnàstic de Tarragona       | F. C. Barcelona Atlètic    | R. C. Celta de Vigo Fortuna  |
| Grupo II | C. D. Castellón (1)              | Córdoba C. F.                | Málaga C. F.               | U. D. Ibiza                  |
| 2024-25  |                                  |                              |                            |                              |
| Grupo I  | Cultural y Deportiva Leonesa (1) | S. D. Ponferradina           | Real Sociedad "B"          | F. C. Andorra                |
| Grupo II | A. D. Ceuta F. C. (1)            | Real Murcia C. F.            | U. D. Ibiza                | A. D. Mérida                 |

### Campeones absolutos
| Temp.   | Campeón                          | Resultado | Resultado | Subcampeón                   | Notas                                              |
| ------- | -------------------------------- | --------- | --------- | ---------------------------- | -------------------------------------------------- |
| 2021-22 | Racing de Santander (1)          | 3–0       | 3–0       | F. C. Andorra                | Primera edición                                    |
| 2022-23 | S. D. Amorebieta (1)             | 3–0       | 0–2       | Racing de Ferrol             | Edición a doble partido a partir de esta temporada |
| 2023-24 | R. C. Deportivo de La Coruña (1) | 2-1       | 4-2       | C. D. Castellón              |                                                    |
| 2024-25 | A. D. Ceuta F. C. (1)            | 2-2       | 4-3       | Cultural y Deportiva Leonesa |                                                    |

## Palmarés

### Campeones de grupo
| Equipo                       | Campeón | Temporadas (grupo) | Subcampeón | Temporadas (grupo) |
| ---------------------------- | ------- | ------------------ | ---------- | ------------------ |
| R. C. Deportivo de La Coruña | 1       | 2023-24 (I)        | 1          | 2021-22 (I)        |
| Racing de Santander          | 1       | 2021-22 (I)        | -          |                    |
| F. C. Andorra                | 1       | 2021-22 (II)       | -          |                    |
| Racing de Ferrol             | 1       | 2022-23 (I)        | -          |                    |
| S. D. Amorebieta             | 1       | 2022-23 (II)       | -          |                    |
| C. D. Castellón              | 1       | 2023-24 (II)       | -          |                    |
| Cultural y Deportiva Leonesa | 1       | 2024-25 (I)        | -          |                    |
| A. D Ceuta F. C              | 1       | 2024-25 (II)       | -          |                    |
| Villarreal C. F. "B"         | -       | -                  | 1          | 2021-22 (II)       |
| A. D. Alcorcón               | -       | -                  | 1          | 2022-23 (I)        |
| C. D. Eldense                | -       | -                  | 1          | 2022-23 (II)       |
| Gimnàstic de Tarragona       | -       | -                  | 1          | 2023-24 (I)        |
| Córdoba C. F.                | -       | -                  | 1          | 2023-24 (II)       |
| S. D. Ponferradina           | -       | -                  | 1          | 2024-25 (I)        |
| Real Murcia C. F.            | -       | -                  | 1          | 2024-25 (II)       |

### Campeones absolutos
| Equipo                       | Campeón | Temporadas | Subcampeón | Temporadas |
| ---------------------------- | ------- | ---------- | ---------- | ---------- |
| Racing de Santander          | 1       | 2021-22    | -          |            |
| S. D. Amorebieta             | 1       | 2022-23    | -          |            |
| R. C. Deportivo de La Coruña | 1       | 2023-24    | -          |            |
| A. D. Ceuta F. C.            | 1       | 2024-25    | -          |            |
| F. C. Andorra                | -       | -          | 1          | 2021-22    |
| Racing de Ferrol             | -       | -          | 1          | 2022-23    |
| C. D. Castellón              | -       | -          | 1          | 2023-24    |
| Cultural y Deportiva Leonesa | -       | -          | 1          | 2024-25    |

## Clasificación histórica
Actualizado a día 20 de julio de 2025.
El Extremadura U. D. fue expulsado de la competición en la temporada 2021-22, tras dos incomparecencias en la competición. Sus partidos serán adjudicados de 0-2 para sus rivales.
El C. F. Rayo Majadahonda fue sancionado con la retirada de 3 puntos en la jornada 30 de la temporada 2023-2024, en el partido contra el Sestao River, donde se produjo un incidente entre el portero del Rayo, que tras unos supuestos insultos racistas, saltó a la grada y se enfrentó a varios aficionados locales. El capitán del Rayo ordenó a sus compañeros abandonar el campo antes de la finalización del encuentro. La resolución del juez dictó que ambos equipos y el portero serían multados. El resultado del partido sería de 3-0 para el conjunto vasco, al Rayo se le descontarían 3 puntos y el Sestao debería jugar los dos siguientes partidos en casa a puerta cerrada.
| Pos | CA                                 | Equipo                           | Temp | Ptos | PJ  | PG | PE | PP | GF  | GC  | DG  | CamA | SubA | CamG | SubG | Pro | Asc |
| --- | ---------------------------------- | -------------------------------- | ---- | ---- | --- | -- | -- | -- | --- | --- | --- | ---- | ---- | ---- | ---- | --- | --- |
| 1   | Bandera de Cataluña                | Gimnàstic de Tarragona           | 5    | 243  | 152 | 66 | 45 | 41 | 177 | 140 | 37  | 0    | 0    | 0    | 1    | 3   | 0   |
| 2   | Bandera de Galicia                 | R. C. Celta de Vigo Fortuna      | 5    | 238  | 152 | 67 | 37 | 48 | 229 | 172 | 57  | 0    | 0    | 0    | 0    | 2   | 0   |
| 3   | Bandera de Cataluña                | F. C. Barcelona Atlètic          | 4    | 233  | 152 | 63 | 44 | 45 | 216 | 188 | 28  | 0    | 0    | 0    | 0    | 2   | 0   |
| 4   | Bandera de la Comunidad de Madrid  | Real Madrid Castilla C. F.       | 5    | 230  | 152 | 63 | 44 | 45 | 216 | 188 | 28  | 0    | 0    | 0    | 0    | 1   | 0   |
| 5   | Bandera de Castilla y León         | Cultural y Deportiva Leonesa     | 4    | 222  | 152 | 58 | 48 | 46 | 192 | 167 | 25  | 0    | 1    | 1    | 0    | 0   | 1   |
| 6   | Bandera de Castilla y León         | Unionistas de Salamanca C. F.    | 5    | 221  | 152 | 56 | 53 | 43 | 175 | 152 | 23  | 0    | 0    | 0    | 0    | 0   | 0   |
| 7   | Bandera de Galicia                 | R. C. Deportivo de La Coruña     | 3    | 219  | 114 | 62 | 33 | 19 | 176 | 85  | 91  | 1    | 0    | 1    | 1    | 2   | 1   |
| 8   | Bandera de Andalucía               | Algeciras C. F.                  | 5    | 206  | 152 | 50 | 51 | 51 | 171 | 174 | -4  | 0    | 0    | 0    | 0    | 0   | 0   |
| 9   | Bandera del País Vasco             | Real Unión Club                  | 4    | 195  | 152 | 54 | 33 | 65 | 179 | 204 | -25 | 0    | 0    | 0    | 0    | 0   | 0   |
| 10  | Bandera de la Comunidad Valenciana | C. D. Castellón                  | 3    | 194  | 114 | 56 | 26 | 32 | 157 | 121 | 36  | 0    | 1    | 1    | 0    | 1   | 1   |
| 11  | Bandera de la Comunidad Valenciana | C. D. Alcoyano                   | 4    | 192  | 152 | 48 | 48 | 56 | 147 | 166 | -19 | 0    | 0    | 0    | 0    | 0   | 0   |
| 12  | Bandera de la Región de Murcia     | Real Murcia C. F.                | 4    | 178  | 114 | 48 | 34 | 32 | 134 | 12  | 32  | 0    | 0    | 0    | 1    | 1   | 0   |
| 13  | Bandera de Ceuta                   | A. D. Ceuta F. C.                | 3    | 174  | 114 | 46 | 36 | 32 | 154 | 127 | 27  | 1    | 0    | 1    | 0    | 1   | 1   |
| 14  | Bandera del País Vasco             | Real Sociedad "B"                | 3    | 173  | 114 | 43 | 44 | 27 | 144 | 108 | 36  | 0    | 0    | 0    | 0    | 2   | 1   |
| 15  | Bandera de Extremadura             | A. D. Mérida                     | 4    | 159  | 114 | 41 | 36 | 37 | 129 | 134 | -5  | 0    | 0    | 0    | 0    | 1   | 0   |
| 16  | Bandera de Andalucía               | Linares Deportivo                | 3    | 158  | 114 | 44 | 26 | 44 | 145 | 151 | -6  | 0    | 0    | 0    | 0    | 1   | 0   |
| 17  | Bandera de Cataluña                | C. E. Sabadell F. C.             | 4    | 150  | 114 | 40 | 30 | 44 | 124 | 133 | -9  | 0    | 0    | 0    | 0    | 0   | 0   |
| 18  | Bandera de Galicia                 | Racing Club de Ferrol            | 3    | 147  | 76  | 43 | 18 | 15 | 105 | 51  | 54  | 0    | 1    | 1    | 0    | 1   | 1   |
| 19  | Bandera de Navarra                 | C. A. Osasuna Promesas           | 4    | 144  | 114 | 38 | 30 | 46 | 145 | 157 | -12 | 0    | 0    | 0    | 0    | 0   | 0   |
| 20  | Bandera de Andalucía               | Atlético Sanluqueño C. F.        | 4    | 137  | 114 | 38 | 30 | 46 | 145 | 157 | -12 | 0    | 0    | 0    | 0    | 0   | 0   |
| 21  | Bandera de las Islas Baleares      | C. D. Atlético Baleares          | 3    | 135  | 114 | 33 | 36 | 45 | 119 | 140 | -21 | 0    | 0    | 0    | 0    | 0   | 0   |
| 22  | Bandera de Andalucía               | San Fernando C. D.               | 3    | 135  | 114 | 35 | 30 | 49 | 131 | 156 | -25 | 0    | 0    | 0    | 0    | 0   | 0   |
| 23  | Bandera de la Comunidad de Madrid  | C. F. Rayo Majadahonda           | 3    | 134  | 114 | 36 | 29 | 49 | 120 | 151 | -31 | 0    | 0    | 0    | 0    | 1   | 0   |
| 24  | Bandera de La Rioja (España)       | S. D. Logroñés                   | 3    | 134  | 114 | 34 | 32 | 48 | 110 | 141 | -31 | 0    | 0    | 0    | 0    | 0   | 0   |
| 25  | Bandera de la Comunidad de Madrid  | C. F. Fuenlabrada                | 3    | 133  | 114 | 33 | 34 | 47 | 107 | 138 | -31 | 0    | 0    | 0    | 0    | 0   | 0   |
| 26  | Bandera de Cataluña                | U. E. Cornellà                   | 3    | 132  | 114 | 34 | 30 | 50 | 103 | 134 | -31 | 0    | 0    | 0    | 0    | 0   | 0   |
| 27  | Bandera de Andalucía               | Córdoba C. F.                    | 2    | 131  | 76  | 37 | 20 | 19 | 114 | 69  | 45  | 0    | 0    | 0    | 1    | 1   | 0   |
| 28  | Bandera de las Islas Baleares      | U.D. Ibiza                       | 3    | 131  | 76  | 37 | 20 | 19 | 108 | 67  | 41  | 0    | 0    | 0    | 0    | 2   | 0   |
| 29  | Bandera de Andorra                 | F. C. Andorra                    | 2    | 131  | 76  | 37 | 20 | 19 | 110 | 76  | 34  | 0    | 1    | 1    | 0    | 1   | 2   |
| 30  | Bandera de Castilla y León         | S.D. Ponferradina                | 3    | 129  | 76  | 36 | 21 | 19 | 97  | 67  | 30  | 0    | 0    | 0    | 1    | 2   | 0   |
| 31  | Bandera de la Comunidad Valenciana | C. F. Intercity                  | 3    | 129  | 114 | 32 | 33 | 49 | 119 | 146 | -27 | 0    | 0    | 0    | 0    | 0   | 0   |
| 32  | Bandera de la Comunidad de Madrid  | A. D. Alcorcón                   | 2    | 125  | 76  | 35 | 20 | 21 | 105 | 74  | 31  | 0    | 0    | 0    | 1    | 1   | 1   |
| 33  | Bandera del País Vasco             | Bilbao Athletic                  | 4    | 125  | 114 | 31 | 32 | 51 | 112 | 145 | -33 | 0    | 0    | 0    | 0    | 0   | 0   |
| 34  | Bandera de la Comunidad Valenciana | Villarreal C. F. "B"             | 3    | 116  | 76  | 31 | 23 | 22 | 116 | 77  | 39  | 0    | 0    | 0    | 1    | 1   | 1   |
| 35  | Bandera de Andalucía               | Antequera CF                     | 3    | 114  | 76  | 30 | 24 | 22 | 101 | 96  | 5   | 0    | 0    | 0    | 0    | 1   | 0   |
| 36  | Bandera del País Vasco             | S. D. Amorebieta                 | 2    | 110  | 76  | 29 | 23 | 24 | 90  | 76  | 14  | 1    | 0    | 1    | 0    | 0   | 1   |
| 37  | Bandera de la Comunidad de Madrid  | At. de Madrid "B"                | 3    | 107  | 76  | 26 | 29 | 21 | 95  | 80  | 15  | 0    | 0    | 0    | 0    | 0   | 0   |
| 38  | Bandera de Galicia                 | C.D. Arenteiro                   | 3    | 100  | 76  | 25 | 25 | 26 | 83  | 82  | 3   | 0    | 0    | 0    | 0    | 0   | 0   |
| 39  | Bandera de Extremadura             | C. D. Badajoz                    | 2    | 99   | 76  | 25 | 24 | 27 | 75  | 82  | -7  | 0    | 0    | 0    | 0    | 0   | 0   |
| 40  | Bandera de Andalucía               | Sevilla Atlético                 | 3    | 99   | 76  | 27 | 18 | 31 | 76  | 98  | -22 | 0    | 0    | 0    | 0    | 0   | 0   |
| 41  | Bandera de Aragón                  | S.D. Tarazona                    | 3    | 98   | 76  | 24 | 26 | 26 | 70  | 68  | 2   | 0    | 0    | 0    | 0    | 0   | 0   |
| 42  | Bandera de La Rioja (España)       | U. D. Logroñés                   | 2    | 98   | 76  | 25 | 23 | 28 | 66  | 70  | -4  | 0    | 0    | 0    | 0    | 1   | 0   |
| 43  | Bandera de Andalucía               | Recreativo de Huelva             | 2    | 98   | 76  | 24 | 26 | 26 | 76  | 89  | -13 | 0    | 0    | 0    | 0    | 0   | 0   |
| 44  | Bandera de la Comunidad de Madrid  | U. D. San Sebastián de los Reyes | 2    | 96   | 76  | 26 | 18 | 32 | 70  | 87  | -17 | 0    | 0    | 0    | 0    | 0   | 0   |
| 45  | Bandera de Galicia                 | C.D. Lugo                        | 3    | 96   | 76  | 25 | 21 | 30 | 74  | 93  | -19 | 0    | 0    | 0    | 0    | 0   | 0   |
| 46  | Bandera de Andalucía               | R. B. Linense                    | 2    | 92   | 76  | 23 | 23 | 30 | 66  | 78  | -12 | 0    | 0    | 0    | 0    | 0   | 0   |
| 47  | Bandera de Castilla y León         | Zamora C. F.                     | 3    | 92   | 76  | 23 | 21 | 32 | 74  | 83  | -9  | 0    | 0    | 0    | 0    | 0   | 0   |
| 48  | Bandera del País Vasco             | Sestao River                     | 2    | 90   | 76  | 22 | 24 | 30 | 78  | 92  | -14 | 0    | 0    | 0    | 0    | 0   | 0   |
| 49  | Bandera de La Rioja (España)       | C. D. Calahorra                  | 2    | 85   | 76  | 21 | 22 | 33 | 79  | 95  | -16 | 0    | 0    | 0    | 0    | 0   | 0   |
| 50  | Bandera de Cantabria               | Racing de Santander              | 1    | 82   | 38  | 25 | 7  | 6  | 61  | 31  | 30  | 1    | 0    | 1    | 0    | 0   | 1   |
| 51  | Bandera de Castilla-La Mancha      | C. F. Talavera de la Reina       | 3    | 75   | 76  | 19 | 18 | 39 | 75  | 117 | -42 | 0    | 0    | 0    | 0    | 0   | 0   |
| 52  | Bandera de Andalucía               | Málaga CF                        | 1    | 70   | 38  | 19 | 13 | 6  | 51  | 25  | 26  | 0    | 0    | 0    | 0    | 1   | 1   |
| 53  | Bandera de la Comunidad Valenciana | C. D. Eldense                    | 2    | 69   | 38  | 19 | 12 | 7  | 50  | 28  | 22  | 0    | 0    | 0    | 1    | 1   | 1   |
| 54  | Bandera de Castilla-La Mancha      | Albacete Balompié                | 1    | 67   | 38  | 19 | 10 | 9  | 52  | 34  | 18  | 0    | 0    | 0    | 0    | 1   | 1   |
| 55  | Bandera de Andalucía               | Betis Deportivo                  | 3    | 67   | 76  | 17 | 16 | 43 | 67  | 127 | -60 | 0    | 0    | 0    | 0    | 0   | 0   |
| 56  | Bandera de Galicia                 | Ourense C. F.                    | 2    | 51   | 38  | 13 | 12 | 13 | 35  | 44  | -9  | 0    | 0    | 0    | 0    | 0   | 0   |
| 57  | Bandera del País Vasco             | Barakaldo C. F.                  | 2    | 49   | 38  | 13 | 10 | 15 | 49  | 44  | 5   | 0    | 0    | 0    | 0    | 0   | 0   |
| 58  | Bandera de la Comunidad Valenciana | Hércules C. F.                   | 2    | 47   | 38  | 13 | 8  | 17 | 48  | 49  | -1  | 0    | 0    | 0    | 0    | 0   | 0   |
| 59  | Bandera de la Comunidad de Madrid  | Dux Internacional de Madrid      | 1    | 46   | 38  | 11 | 13 | 14 | 46  | 51  | -5  | 0    | 0    | 0    | 0    | 0   | 0   |
| 60  | Bandera de Castilla y León         | C. D. Numancia de Soria          | 1    | 46   | 38  | 11 | 13 | 14 | 31  | 36  | -5  | 0    | 0    | 0    | 0    | 0   | 0   |
| 61  | Bandera de la Comunidad Valenciana | C. F. La Nucía                   | 1    | 46   | 38  | 9  | 19 | 10 | 39  | 45  | -6  | 0    | 0    | 0    | 0    | 0   | 0   |
| 62  | Bandera de Andalucía               | Marbella F. C.                   | 2    | 46   | 38  | 12 | 10 | 16 | 51  | 58  | -7  | 0    | 0    | 0    | 0    | 0   | 0   |
| 63  |                                    | Yeclano Deportivo                | 1    | 43   | 38  | 9  | 16 | 13 | 36  | 34  | 2   | 0    | 0    | 0    | 0    | 0   | 0   |
| 64  | Bandera de Castilla y León         | Gimnástica Segoviana C. F.       | 1    | 42   | 38  | 9  | 15 | 14 | 43  | 69  | -26 | 0    | 0    | 0    | 0    | 0   | 0   |
| 65  | Bandera de Aragón                  | C.D. Teruel                      | 2    | 38   | 38  | 6  | 20 | 12 | 32  | 41  | -9  | 0    | 0    | 0    | 0    | 0   | 0   |
| 66  | Bandera de Galicia                 | Pontevedra C. F.                 | 2    | 36   | 38  | 9  | 9  | 20 | 34  | 53  | -19 | 0    | 0    | 0    | 0    | 0   | 0   |
| 67  | Bandera de Castilla y León         | Real Valladolid Promesas         | 1    | 36   | 38  | 9  | 9  | 20 | 42  | 65  | -22 | 0    | 0    | 0    | 0    | 0   | 0   |
| 68  | Bandera de la Región de Murcia     | UCAM Murcia C. F.                | 1    | 35   | 38  | 8  | 11 | 19 | 42  | 56  | -14 | 0    | 0    | 0    | 0    | 0   | 0   |
| 69  | Bandera de Melilla                 | U.D. Melilla                     | 1    | 34   | 38  | 9  | 7  | 22 | 26  | 52  | -26 | 0    | 0    | 0    | 0    | 0   | 0   |
| 70  | Bandera de Cataluña                | U. E. Costa Brava                | 1    | 33   | 38  | 6  | 15 | 17 | 26  | 51  | -25 | 0    | 0    | 0    | 0    | 0   | 0   |
| 71  | Bandera de Navarra                 | C. D. Tudelano                   | 1    | 28   | 38  | 7  | 7  | 24 | 33  | 54  | -21 | 0    | 0    | 0    | 0    | 0   | 0   |
| 72  | Bandera de Andalucía               | Recreativo Granada               | 1    | 27   | 38  | 7  | 6  | 25 | 30  | 56  | -26 | 0    | 0    | 0    | 0    | 0   | 0   |
| 73  | Bandera de Extremadura             | Extremadura U. D.†               | 1    | 0    | 38  | 5  | 5  | 28 | 22  | 80  | -58 | 0    | 0    | 0    | 0    | 0   | 0   |
| 74  | Bandera de Asturias                | Real Avilés Industrial           | 1    | 0    | 0   | 0  | 0  | 0  | 0   | 0   | 0   | 0    | 0    | 0    | 0    | 0   | 0   |
| 75  | Bandera de Andalucía               | Juventud de Torremolinos C. F.   | 1    | 0    | 0   | 0  | 0  | 0  | 0   | 0   | 0   | 0    | 0    | 0    | 0    | 0   | 0   |
| 76  | Bandera de Canarias                | C. D. Tenerife                   | 1    | 0    | 0   | 0  | 0  | 0  | 0   | 0   | 0   | 0    | 0    | 0    | 0    | 0   | 0   |
| 77  | Bandera de Castilla-La Mancha      | C. D. Guadalajara                | 1    | 0    | 0   | 0  | 0  | 0  | 0   | 0   | 0   | 0    | 0    | 0    | 0    | 0   | 0   |
| 78  | Bandera del País Vasco             | Arenas Club                      | 1    | 0    | 0   | 0  | 0  | 0  | 0   | 0   | 0   | 0    | 0    | 0    | 0    | 0   | 0   |
| 79  | Bandera de Extremadura             | C. P. Cacereño                   | 1    | 0    | 0   | 0  | 0  | 0  | 0   | 0   | 0   | 0    | 0    | 0    | 0    | 0   | 0   |
| 80  | Bandera de la Región de Murcia     | F. C. Cartagena                  | 1    | 0    | 0   | 0  | 0  | 0  | 0   | 0   | 0   | 0    | 0    | 0    | 0    | 0   | 0   |
| 81  | Bandera de Cataluña                | C. E. Europa                     | 1    | 0    | 0   | 0  | 0  | 0  | 0   | 0   | 0   | 0    | 0    | 0    | 0    | 0   | 0   |

## Estadísticas

### Tabla histórica de goleadores
El español Dioni Villalba es el máximo goleador de la Primera Federación con 39 goles. Le sigue Rodrigo Ríos en segundo lugar con 36 goles y el tercero es Alberto Quiles con 34 goles.
A continuación, se muestran los 16 futbolistas con más goles en la categoría, clasificados en una tabla por su número de goles.
Nota: indicados en negrita y resaltados en azul jugadores en activo en esta competición.
| Pos. | Jugador          | G. | Part. | Prom. | Debut | Equipo debut goleador           | Otros clubes                                                         |
| ---- | ---------------- | -- | ----- | ----- | ----- | ------------------------------- | -------------------------------------------------------------------- |
| 1    | Dioni Villalba   | 39 | 105   | 0.37  | 2008  | Atlético Baleares (31)          | Málaga C. F.(8)                                                      |
| 2    | Rodrigo Ríos     | 36 | 109   | 0.33  | 2009  | A. D. Ceuta F. C. (32)          | Real Murcia (4)                                                      |
| 3    | Alberto Quiles   | 34 | 67    | 0.51  | 2014  | Deportivo de La Coruña (34)     |                                                                      |
| =    | Marcos Baselga   | 34 | 119   | 0.29  | 2017  | Zamora C. F. (5)                | C. D. Calahorra (12), C. E. Sabadell F. C. (5), C. D. Arenteiro (12) |
| 5    | Sergio Arribas   | 33 | 70    | 0.47  | 2020  | Real Madrid Castilla (33)       |                                                                      |
| =    | Jesús de Miguel  | 33 | 99    | 0.33  | 2015  | Unionistas Salamanca C. F. (13) | C. D. Castellón (20)                                                 |
| =    | Kike Márquez     | 33 | 136   | 0.24  | 2007  | Extremadura U. D. (3)           | Albacete Balompié (8), Córdoba C. F. (13), Zamora C. F. (9)          |
| 8    | Gonzalo García   | 30 | 70    | 0.43  | 2022  | Real Madrid Castilla (30)       |                                                                      |
| =    | Rodrigo Escudero | 30 | 103   | 0.29  | 2015  | C. F. Talavera de la Reina (14) | Cultural Leonesa (5), Algeciras C. F. (11)                           |
| =    | Manu Justo       | 30 | 104   | 0.29  | 2015  | Racing de Santander (5)         | Racing de Ferrol (12), Cultural Leonesa (13)                         |
| 11   | Cedric Omoigui   | 29 | 100   | 0.29  | 2013  | Racing de Santander (14)        | U. D. Ibiza (5), C. F. Fuenlabrada (10)                              |
| =    | David Rodríguez  | 29 | 104   | 0.28  | 2004  | Racing de Ferrol (9)            | Rayo Majadahonda (13), Atlético Baleares (7)                         |
| 13   | Pablo Fernández  | 28 | 137   | 0.20  | 2015  | Gimnàstic de Tarragona (28)     |                                                                      |
| 14   | Luis Chacón      | 27 | 124   | 0.22  | 2016  | Racing de Ferrol (5)            | C. D. Arenteiro (10), Cultural Leonesa (12)                          |
| 15   | Pau Víctor       | 25 | 71    | 0.35  | 2020  | C. E. Sabadell F. C. (7)        | F. C. Barcelona Atlètic (18)                                         |
| =    | Nikolay Obolskiy | 25 | 106   | 0.24  | 2015  | Cultural Leonesa (16)           | U. D. Ibiza (9)                                                      |

### Máximo goleador por temporada
La siguiente tabla es una lista de los ganadores del Pichichi de Primera Federación por temporada, detallando club, goles totales, partidos disputados y media de goles.
| Temporada | Ganador        | Club                       | Goles | Partidos | Media Goleadora |
| --------- | -------------- | -------------------------- | ----- | -------- | --------------- |
| 2021-22   | Ferran Jutglà  | F. C. Barcelona Atlètic    | 19    | 32       | 0,59            |
| 2022-23   | Rodri Ríos     | A. D. Ceuta F. C.          | 20    | 24       | 0,83            |
| 2023-24   | Pau Víctor     | F. C. Barcelona Atlètic    | 18    | 35       | 0,51            |
| 2024-25   | Gonzalo García | Real Madrid Castilla C. F. | 25    | 36       | 0,69            |